# Communauté de communes de Vère Grésigne
La communauté de communes de Vère Grésigne est une ancienne Communauté de communes française, située dans le département du Tarn et la région Midi-Pyrénées

## Historique
Créée le 27 juin 1995, elle fusionne avec la communauté de communes du Pays Salvagnacois et prend le nom de communauté de communes de Vère-Grésigne - Pays Salvagnacois le 1er janvier 2014.

## Communes adhérentes
Elle est composée des communes suivantes :
| Nom                            | Code Insee | Gentilé          | Superficie (km2) | Population (dernière pop. légale) | Densité (hab./km2) |
| ------------------------------ | ---------- | ---------------- | ---------------- | --------------------------------- | ------------------ |
| Castelnau-de-Montmiral (siège) | 81064      | Montmiralais     | 88,81            | 1 037 (2014)                      | 12                 |
| Alos                           | 81007      | Alosiens         | 6,32             | 95 (2014)                         | 15                 |
| Amarens                        | 81009      | Amarensois       | 4,88             | 69 (2014)                         | 14                 |
| Andillac                       | 81012      | Andillacois      | 5,44             | 123 (2014)                        | 23                 |
| Cahuzac-sur-Vère               | 81051      | Cahuzacois       | 30,58            | 1 119 (2014)                      | 37                 |
| Campagnac                      | 81056      | Campagnacois     | 7,43             | 137 (2014)                        | 18                 |
| Donnazac                       | 81080      | Donnazacois      | 4,74             | 78 (2014)                         | 16                 |
| Frausseilles                   | 81095      | Frausseillais    | 5,87             | 91 (2014)                         | 16                 |
| Itzac                          | 81108      | Itzacois         | 11,24            | 149 (2014)                        | 13                 |
| Larroque                       | 81136      | Roucanels        | 17,97            | 174 (2014)                        | 9,7                |
| Le Verdier                     | 81313      | Verdiérois       | 9,54             | 223 (2014)                        | 23                 |
| Loubers                        | 81148      | Loubersois       | 4,23             | 85 (2014)                         | 20                 |
| Montels                        | 81176      | Montélois        | 3,23             | 105 (2014)                        | 33                 |
| Noailles                       | 81197      | Noaillais        | 11,59            | 217 (2014)                        | 19                 |
| Puycelsi                       | 81217      | Puycelsiens      | 39,20            | 463 (2013)                        | 12                 |
| Saint-Beauzile                 | 81243      | Saint-Beauzilois | 9,23             | 122 (2014)                        | 13                 |
| Sainte-Cécile-du-Cayrou        | 81246      | Cayrousiens      | 7,95             | 121 (2014)                        | 15                 |
| Tonnac                         | 81300      | Tonnacois        | 11,23            | 124 (2014)                        | 11                 |
| Vieux                          | 81316      | Vieuxois         | 6,95             | 206 (2014)                        | 30                 |

## Démographie
| 1999  | 2011 |
| ----- | ---- |
| 3 607 | -    |

## Liste des Présidents successifs
| Période                                  | Période  | Identité      | Étiquette | Qualité |
| ---------------------------------------- | -------- | ------------- | --------- | ------- |
|                                          | en cours | Paul Salvador |           |         |
| Les données manquantes sont à compléter. |          |               |           |         |